# Redevida Bacabal
Redevida Bacabal (também nomeada REDEVIDA de Bacabal) é uma emissora de televisão brasileira sediada em Bacabal, cidade do estado do Maranhão. Opera nos canais 19 UHF analógico e 26 UHF digital, e é afiliada à Rede Vida. Pertence à Diocese de Bacabal.

## História
Anteriormente, o canal 19 UHF de Bacabal era ocupado por uma retransmissora da Rede Vida. Em fevereiro de 2013, a Diocese de Bacabal passa a utilizar a estação para transmitir a missa dominical.
Em novembro de 2014, a diocese de Bacabal anuncia o início da produção de programação local. O primeiro programa da Rede Vida Bacabal passa a ser exibido em 17 de novembro: o Cidade Agora, apresentado por Carlos Barromeu. A estreia do telejornal marcou o início das atividades da emissora. Em 23 de novembro, às 8 da manhã, é realizada a primeira transmissão da Santa Missa em Seu Lar, direto da Comunidade Nossa Senhora da Conceição.
Em fevereiro de 2016, a Rede Vida Bacabal iniciava suas transmissões às 6 da manhã, encerrando suas operações às 22 horas. Devido à precariedade de seus equipamentos (à época, alugados), estava transmitindo sua programação local em preto e branco.

## Sinal digital
| Canal virtual | Canal digital | Resolução de tela | Programação                                            |
| ------------- | ------------- | ----------------- | ------------------------------------------------------ |
| 19.1          | 26 UHF        | 1080i             | Programação principal da Rede Vida Bacabal / Rede Vida |
| 19.2          | 26 UHF        | 480i Widescreen   | Programação da Rede Vida+                              |
| 19.3          | 26 UHF        | 480i Widescreen   | Programação da Rede Vida Educação                      |

A Rede Vida Bacabal deu início às operações em sinal digital em julho de 2015, em caráter experimental, por meio do canal 26 UHF. Foi a primeira emissora de Bacabal a implantar essa tecnologia. Em 25 de maio de 2020, após 4 anos, voltou a transmitir em sinal digital, desta vez de maneira definitiva, exibindo inicialmente a programação nacional da Rede Vida. Em 20 de julho, foram adicionados os subcanais 19.1 e 19.2, para exibição da programação do canal educativo Rede Vida Educação.

## Programas
Atualmente, além de retransmitir a programação nacional da Rede Vida, a Rede Vida Bacabal produz e exibe os seguintes programas:
- Jornal da Vida: Telejornal, com Adna Soriano e Carlos Veras (eventual);
- Santa Missa em Seu Lar: Transmissão da missa dominical;

Diversos outros programas compuseram a grade da emissora, e foram descontinuados:
- Balança Cidade
- Cidade Agora
- Conexão Catedral
- Fatos em Debates
- Mais Vida
- Novena ao Amor Misericordioso
- Programa Em Sintonia com Deus
- Restauração
- Terço da Família